# Archäologisches Museum Antakya

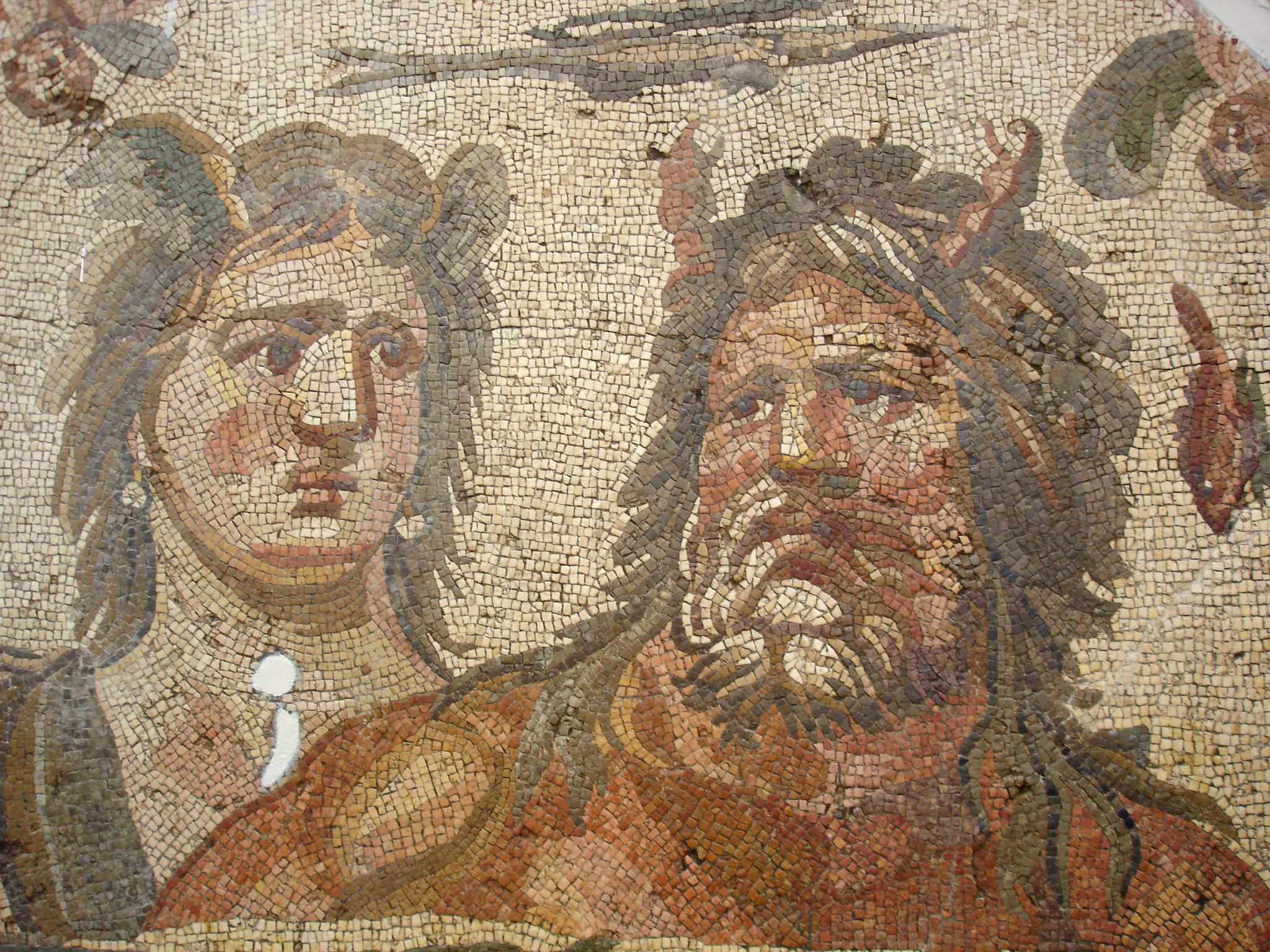
Okeanos und Thetis (Ausschnitt), Mosaik aus Harbiye, 4. Jahrhundert

Das Archäologische Museum Antakya (offiziell Archäologisches Museum Hatay, türkisch Hatay Arkeoloji Müzesi) beinhaltet neben archäologischen Funden aus der näheren Umgebung von Antakya (dem antiken Antiochia am Orontes), der türkischen Provinz Hatay und aus Tarsus eine der weltweit umfangreichsten Sammlungen von römischen Mosaiken. In der Türkei wird die Sammlung nur übertroffen von dem 2011 eröffneten Zeugma-Mosaik-Museum.

## Geschichte
Die ersten Ausgrabungen in Antakya und Umgebung wurden ab 1932 durchgeführt. Auf Anregung des beteiligten französischen Archäologen Claude Prost wurde der Bau eines Museums beschlossen und unter der architektonischen Leitung von Michel Ecocherde 1934 begonnen. Die Bauarbeiten waren 1939 abgeschlossen, als der vormalige Sandschak Alexandrette als Provinz Hatay der Türkischen Republik angeschlossen wurde. Darauf dauerte es weitere neun Jahre, bis die in Depots gelagerten Ausstellungsstücke in die Museumsräume verbracht und das Museum am 23. Juli 1948 zum Befreiungsfest Hatays eröffnet werden konnte. Da die Anzahl der Exponate durch weiter gehende Ausgrabungen beständig anstieg, musste in den 1960er Jahren ein Anbau in Angriff genommen werden, der nach vierjähriger Bauzeit 1973 eröffnet wurde. Die Zahl der Ausstellungsräume stieg damit von fünf auf acht.

### Umzug
2011 wurde ein Neubau für das Museum am Stadtrand errichtet, der am 28. Dezember 2014 eröffnet wurde. Dabei berichteten Zeitungen, dass mindestens 10 Mosaike unsachgemäß restauriert worden seien. Die Ursache dieser Sachbeschädigung sei, dass die Mosaike beim Umzug zerschlagen und anschließend unsachgemäß zusammengesetzt wurden.

### Erdbeben 2023
Das Museum wurde beim Erdbeben in der Türkei und Syrien 2023 leicht beschädigt.

## Ausstellung

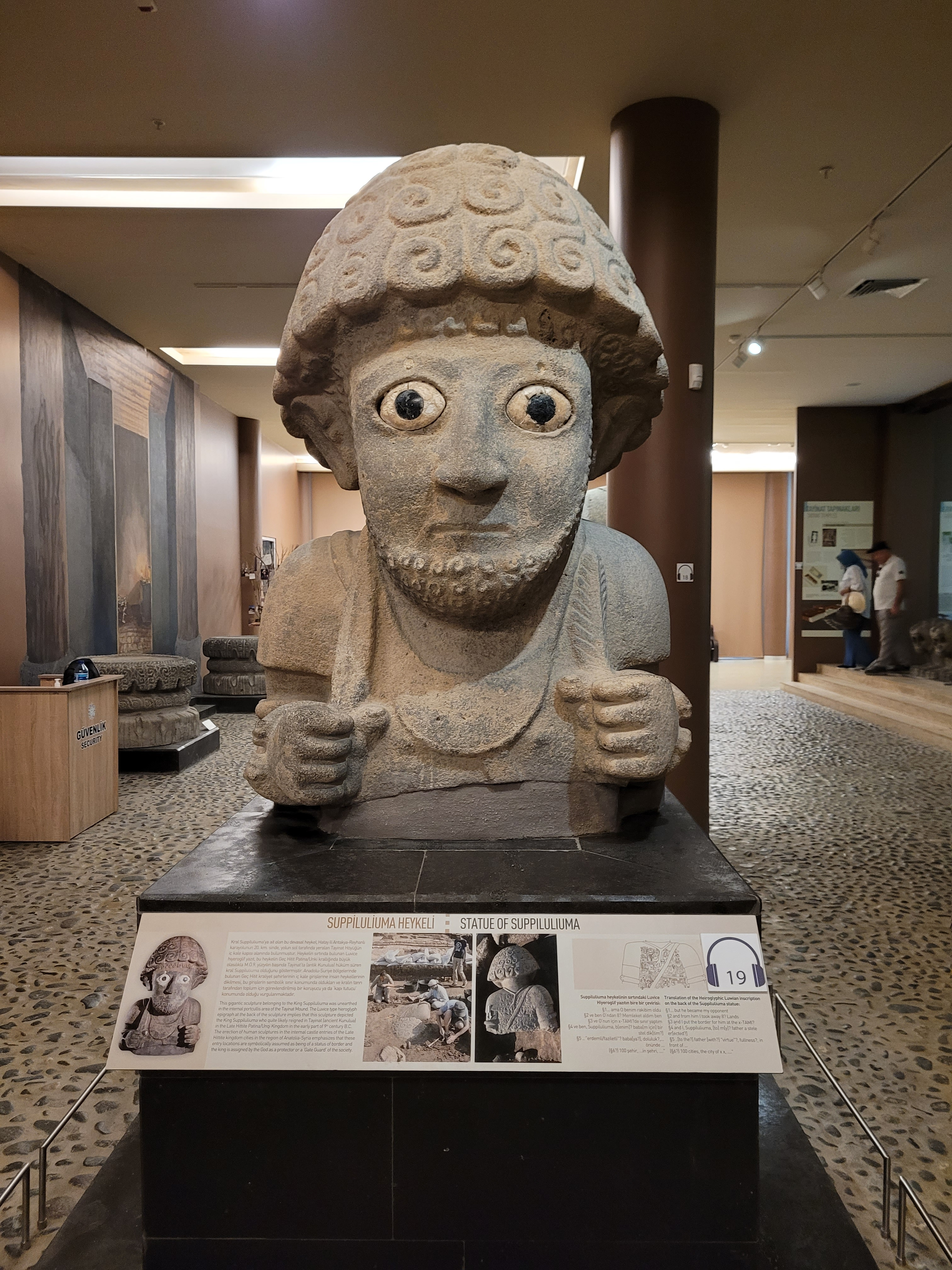
2012 in Tell Tayinat entdeckter Torso, der vermutlich den Unqi-Herrscher Suppiluliuma darstellt

Aus Grabungen des Oriental Institute der University of Chicago in der Amikebene 1933 bis 1938 stammen Exponate aus prähistorischer, assyrischer und hethitischer Zeit sowie aus der Herrschaftszeit von Mittani. Die Fundorte sind Tell Cüdeyde, Tell Tayinat, Dehep und Çatal Höyük (nicht identisch mit Çatalhöyük bei Konya). Dazu gehören ein Relief mit assyrischen Soldaten, die über die Leichen ihrer geköpften Feinde marschieren und die Köpfe in den Händen tragen, aus Tell Tayinat (7. Jahrhundert v. Chr.) sowie Säulensockel mit Löwenfiguren, ebenfalls aus Tell Tayinat (8. Jahrhundert v. Chr.). In der Amikebene sind über 150 weitere Siedlungshügel bekannt, die aber nur teilweise untersucht sind.
Die Grabungen von Leonard Woolley für das British Museum in Tell Açana (Alalach) 1937 bis 1949 brachten in 17 Schichten Fundstücke aus der Zeit vom vierten bis zum Ende des zweiten vorchristlichen Jahrtausends zu Tage. Hierzu gehören Idole aus der Mittani-Zeit, Altäre, Keramiken, hethitische Portallöwen und ein Relief des hethitischen Königs Tudhalija IV. Die Ausgrabungen in Alalach wurden ab 2000 von der Universität Chicago im Rahmen eines seit 1995 stattfindenden Surveys der Amikebene fortgesetzt.
Der überwiegende Teil der im Museum ausgestellten Mosaiken stammt von Grabungen, die die Universität Princeton in Zusammenarbeit mit den Musées Nationaux de France in den Jahren 1935 bis 1939 in Antakya selbst, dem antiken Antiochia am Orontes, und der näheren Umgebung, in Samandağ (Seleukia Pieria), İskenderun (Alexandrette) und dem Hain von Daphne, dem heutigen Erholungsgebiet Harbiye südlich von Antakya, durchführte. Unter den zahlreichen bis zu 25 m² großen Werken sind besonders hervorzuheben:
- Die vier Jahreszeiten, aus dem 2. Jahrhundert n. Chr., gefunden in einer Villa in Daphne, in dessen vier Ecken je eine die Jahreszeiten darstellende Figur zu sehen ist. Weiter sind Szenen aus der griechischen Mythologie dargestellt, darunter Bellerophon und Stheneboia, Paris und Helena, Hippolytos und Phaidra, die Jagd auf den Kalydonischen Eber und in der Mitte, stark zerstört, Jason und Medea.
- Okeanos und Thetis, aus dem 4. Jahrhundert, gefunden in Daphne. Meeresgott und -göttin sind mit den Tieren des Meeres und Eros, auf einem Wal reitend, dargestellt. Von Okeanos und Thetis sind noch zwei weitere Mosaiken zu sehen, eines aus Iskenderun und eines aus Antakya.
- Das Yakto-Mosaik, aus dem 5. Jahrhundert, gefunden in Yakto bei Harbiye (Daphne). In der Mitte ist in einem Medaillon Megalopsychia zu sehen, die Seitenbordüren zeigen Jagdszenen aus der Mythologie, die Akteure sind jeweils namentlich bezeichnet: Adonis jagt einen Eber, Narkissos kämpft mit einem Löwen, Teiresias[4] mit einem Panther, Akteo mit einem Bären, Hippolytos mit Fabeltieren und Melagros mit einer Tigerin. Auf den Außenbordüren sind Szenen des täglichen Lebens abgebildet.
- Das wappenförmige Büffet-Mosaik, aus dem 3. Jahrhundert, gefunden in Daphne. Im unteren, halbkreisförmigen Teil ist Ganymed abgebildet, der einem Adler Wasser reicht, umrahmt von Tellern mit Speisen, im oberen Teil sind verschiedene Vögel dargestellt.
- Das achteckige Soteria-Mosaik, aus dem 5. Jahrhundert, im Fußboden eines Bades in Narlıca bei Antakya gefunden. Es zeigt Soteria als vornehme Frau mit einem Kranz auf dem Kopf und einer Halskette.
- Zahlreiche kleine, teils kuriose Abbildungen wie der glückliche Bucklige, der Fischermohr, Herakles, der als molliger sechs Monate alter Säugling mit zwei Schlangen kämpft, sowie mehrere Darstellungen des betrunkenen Dionysos.

Eine Statue des römischen Kaisers Lucius Verus aus dem 2. Jahrhundert n. Chr. wurde im Gebiet von Samandağ gefunden.

## Bilder

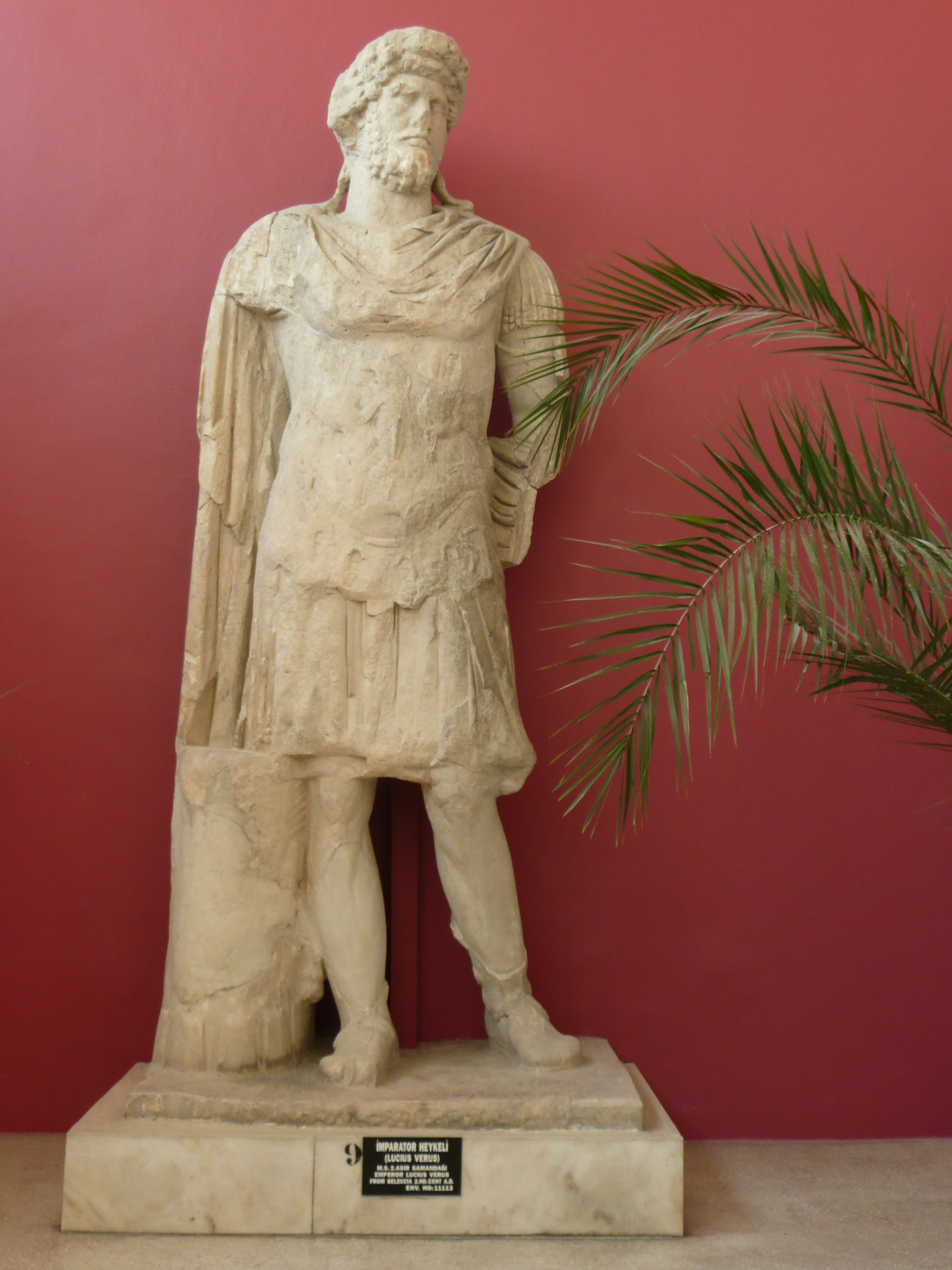
Lucius Verus
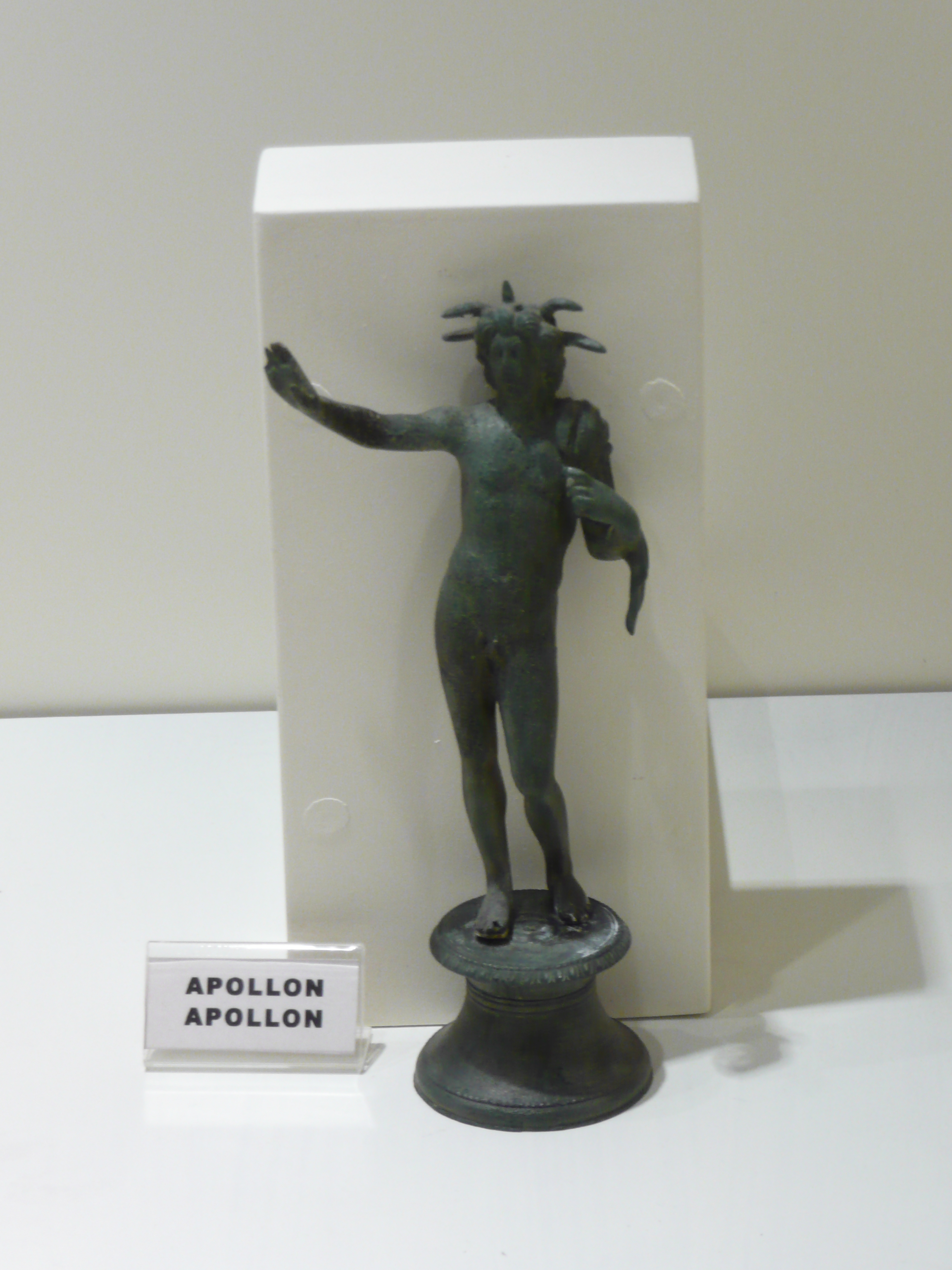
Apollon als Sonnengott
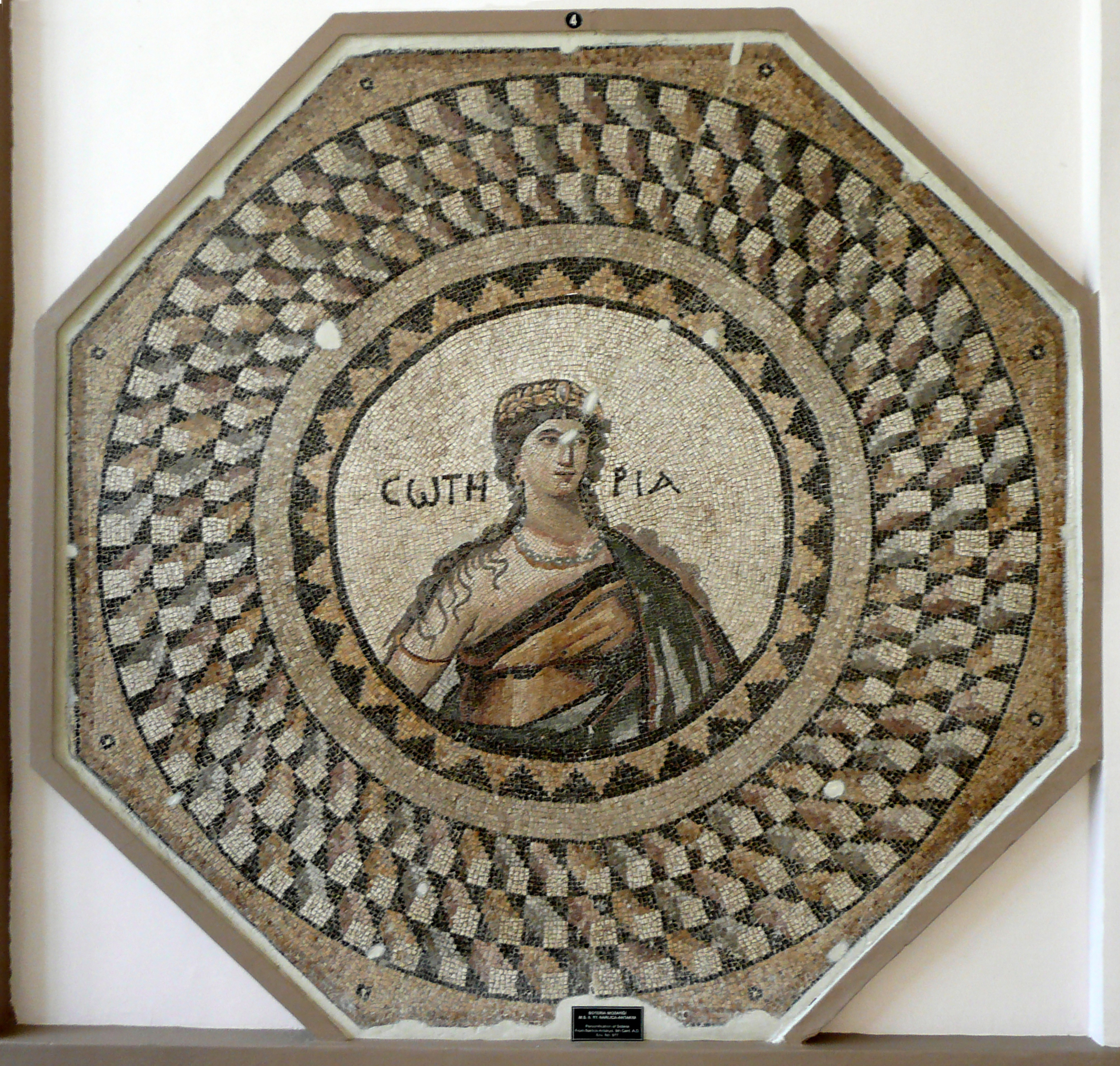
Soteria
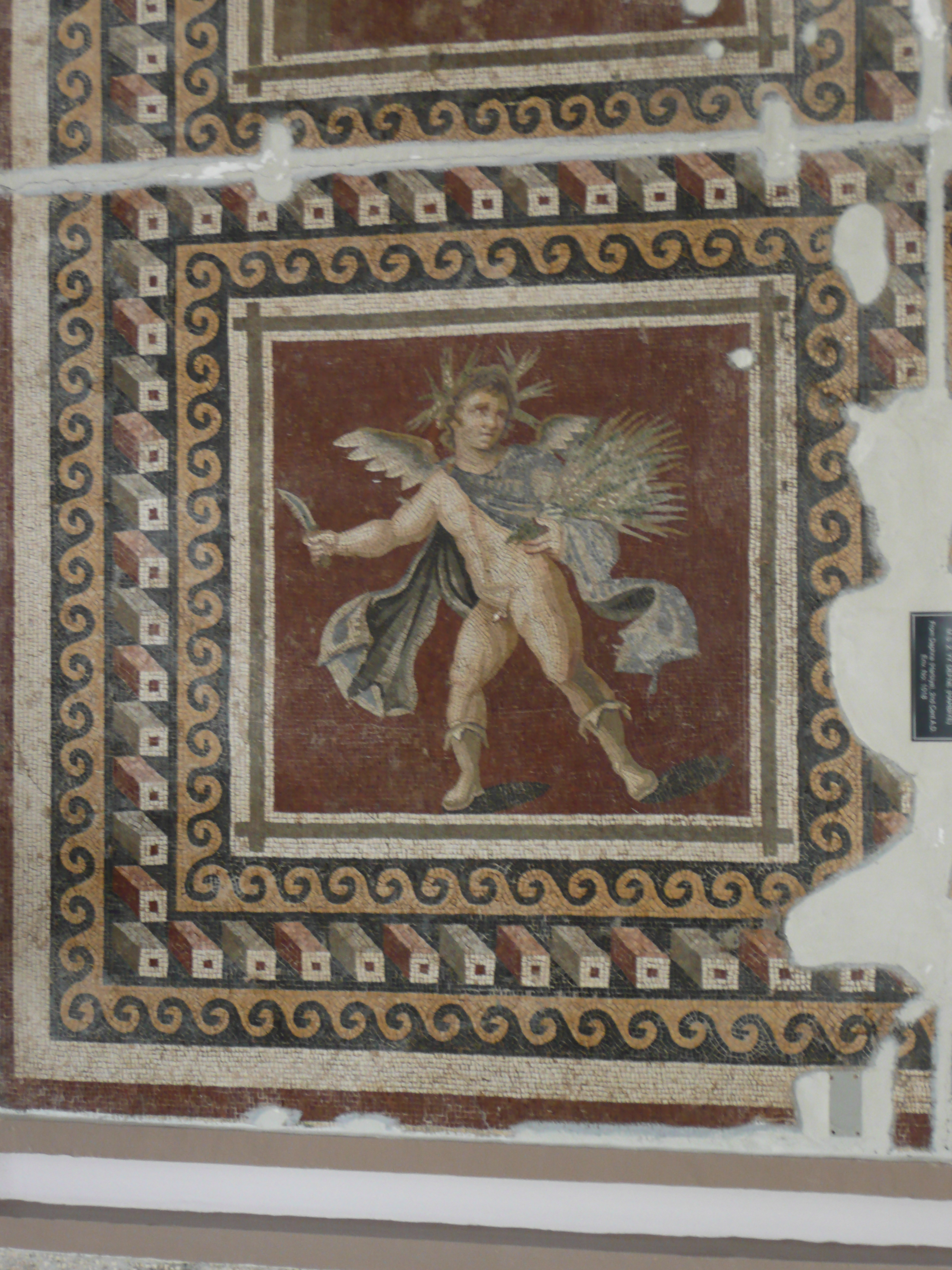
Frühling (Die vier Jahreszeiten)
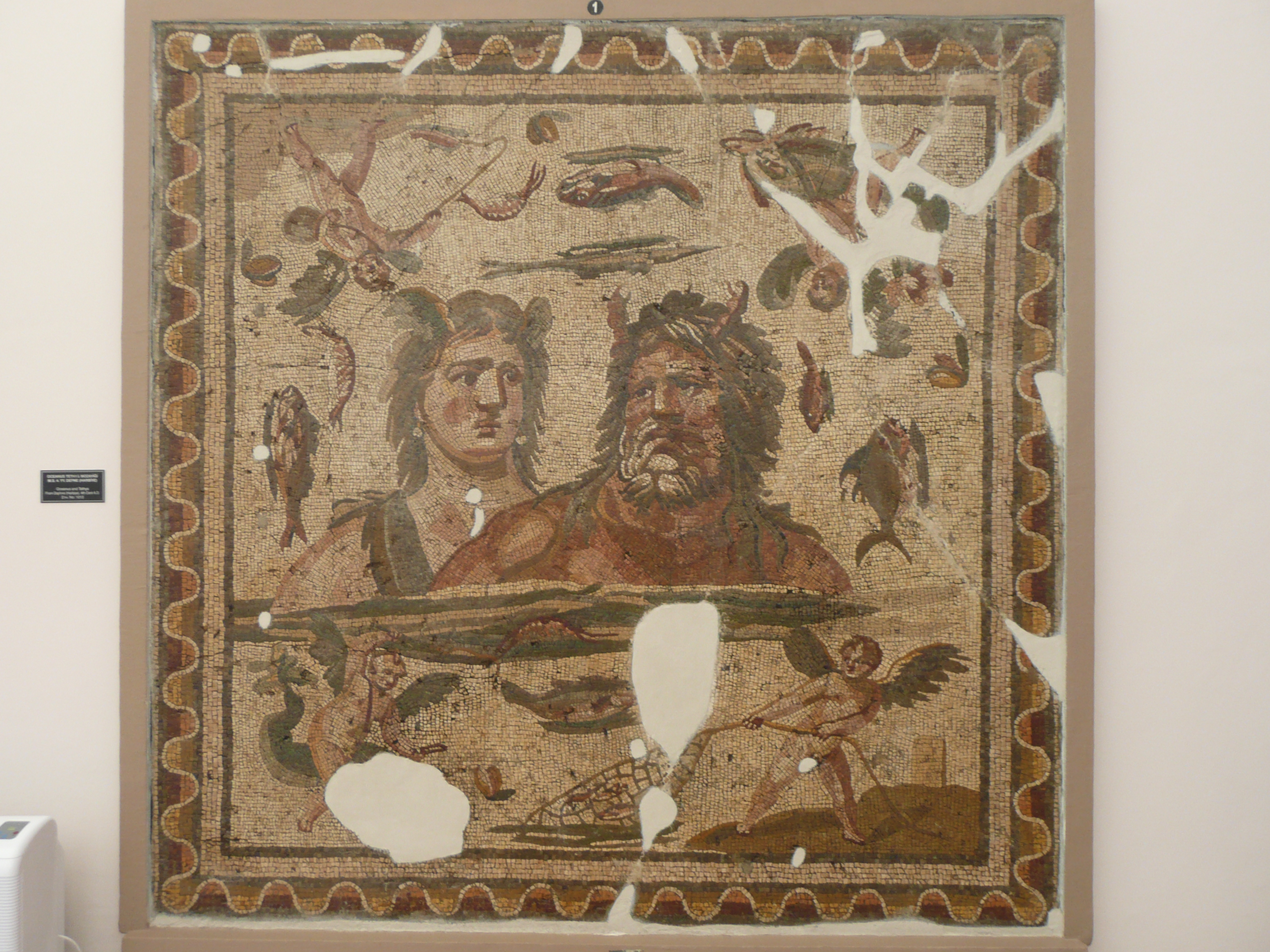
Okeanos und Thetis
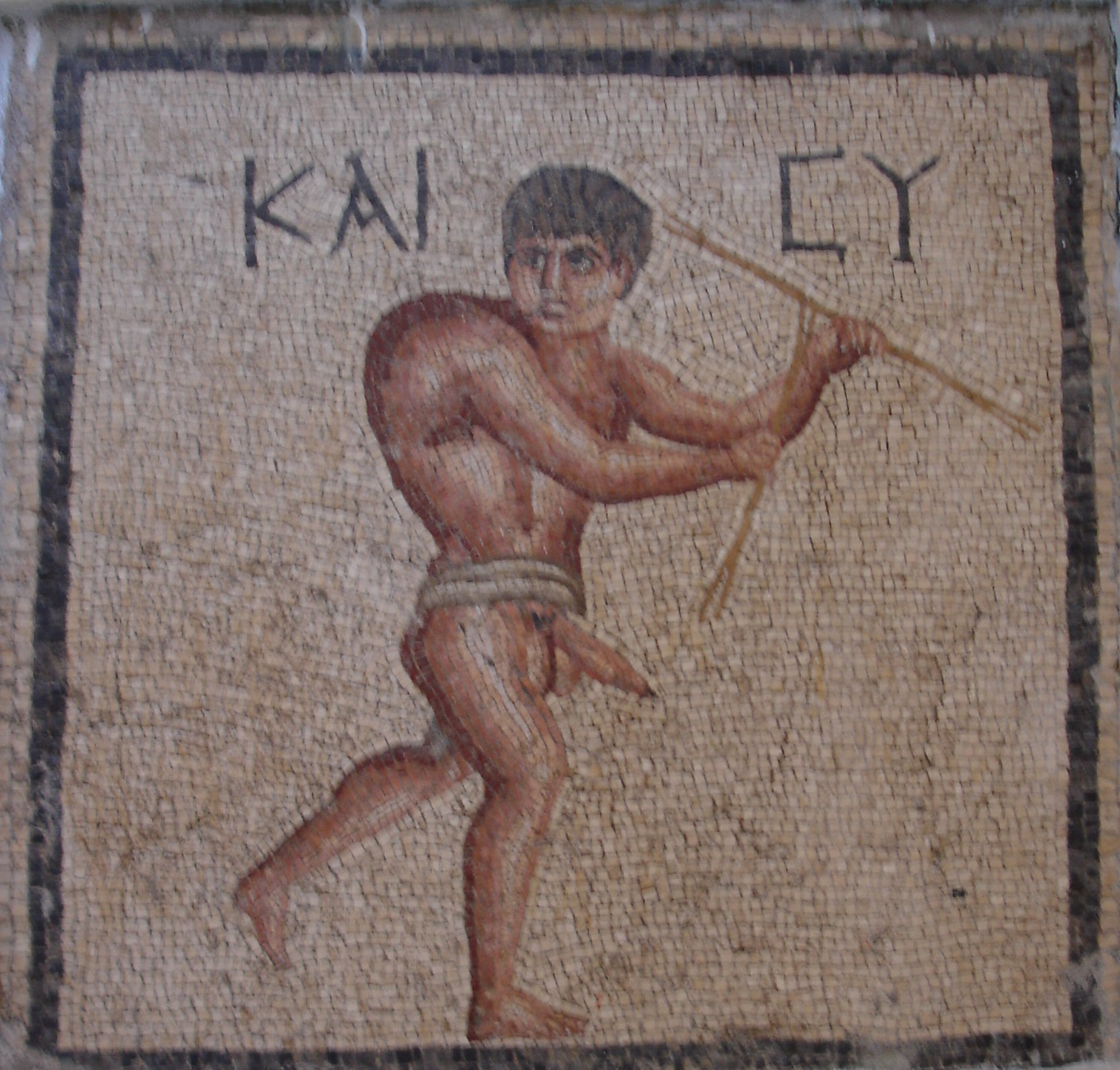
Der glückliche Bucklige
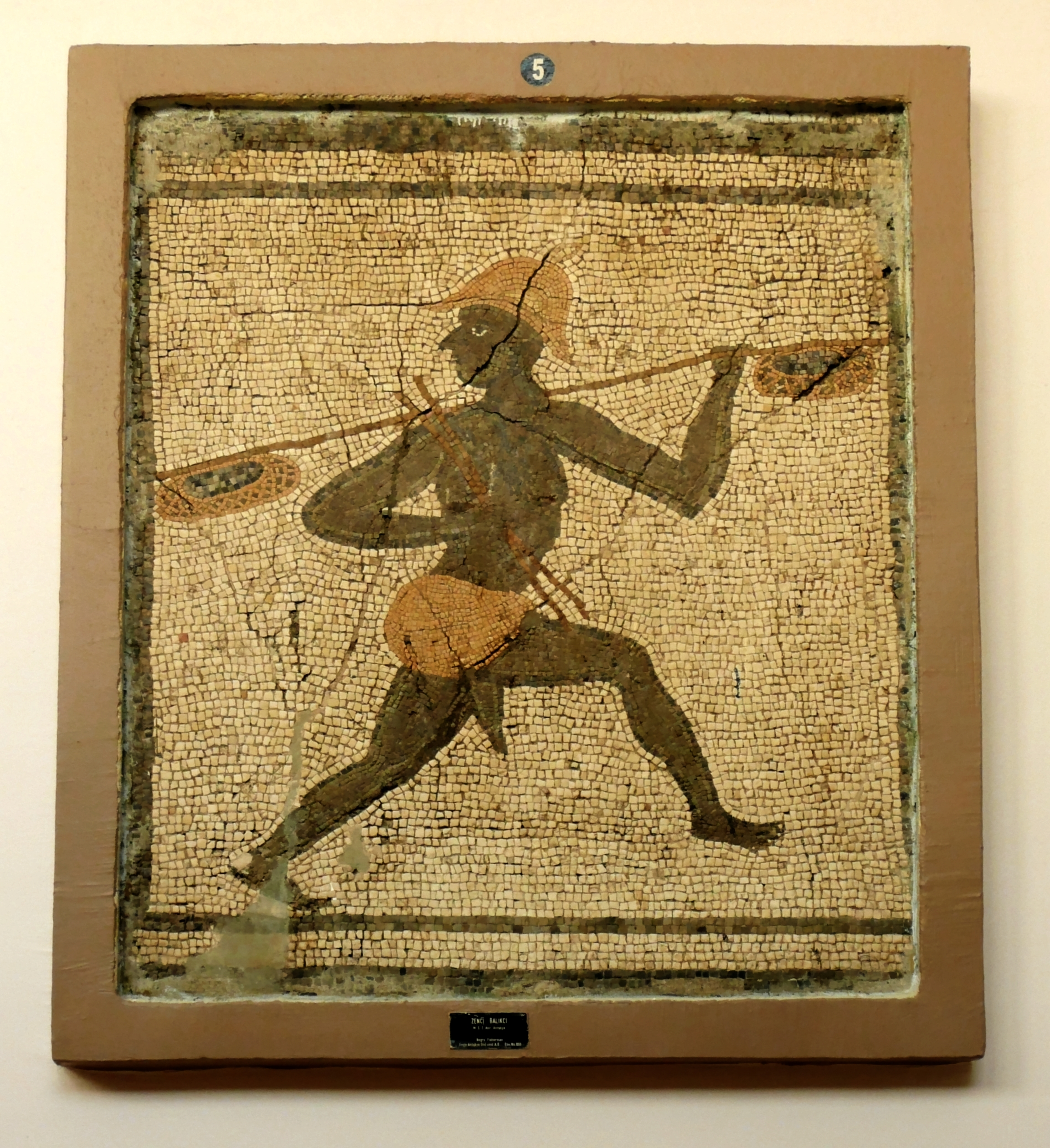
Der Fischermohr
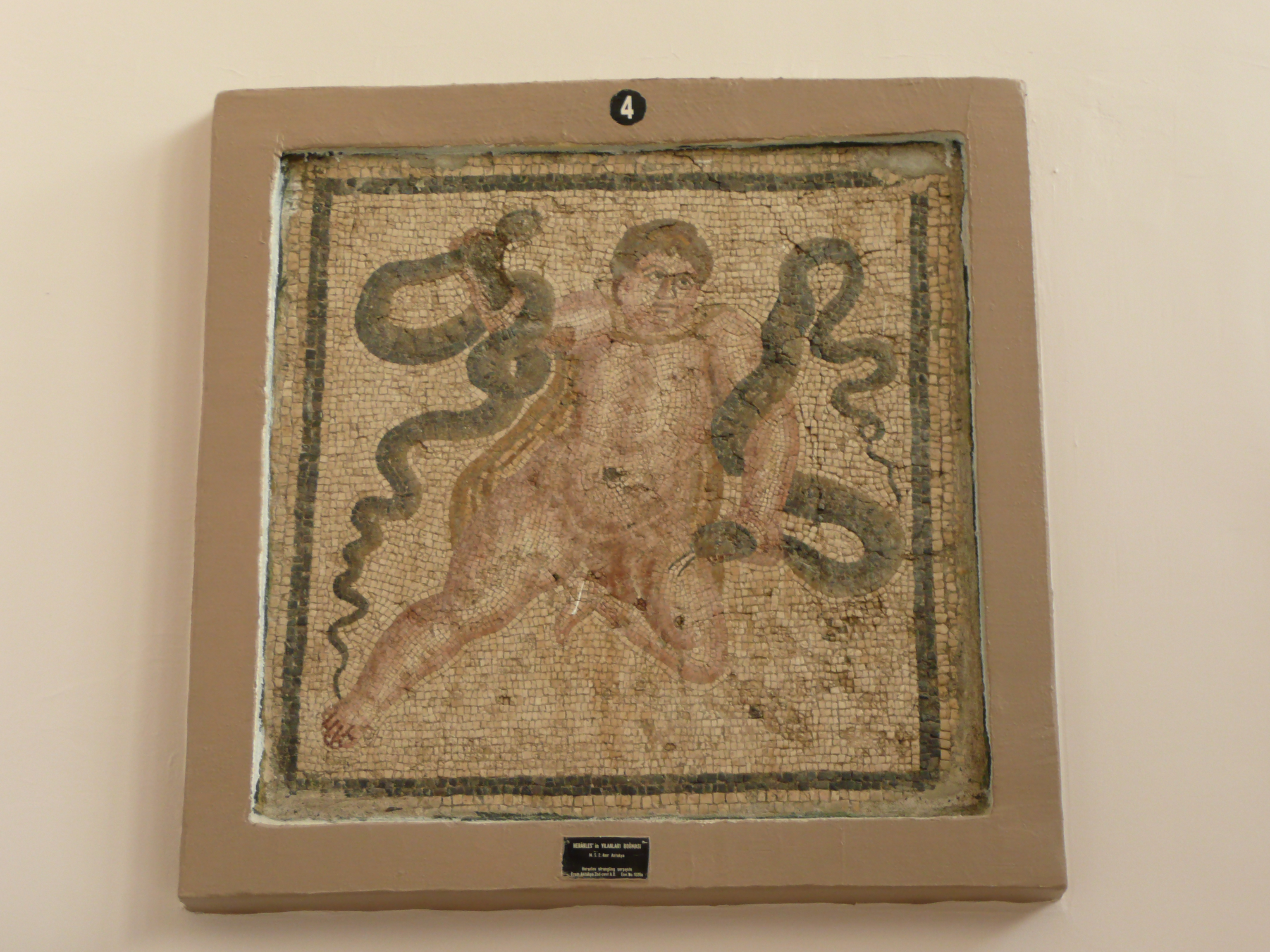
Herakles und die Schlangen
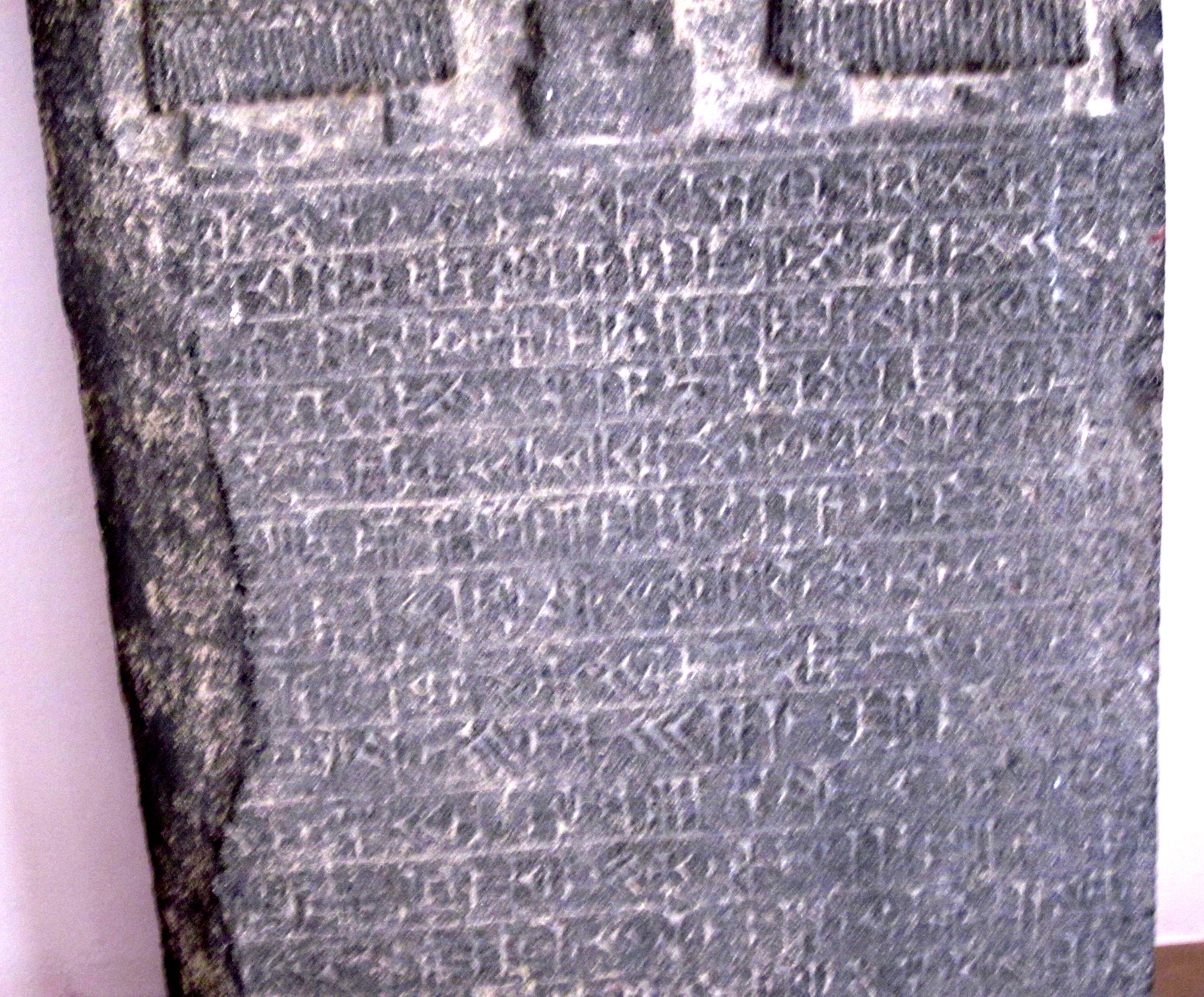
Antakya-Stele